# Calle 23 (estación PATH)
La Calle 23 es una estación del PATH, que abrió el 15 de junio de 1908, está localizada en la Calle 23 y la Sexta Avenida (Avenida de las Americas), en el extremo norte de Chelsea, Manhattan. Antes que la línea fuese extendida a la Calle 23, la terminal del Ferrocarril Hudson y Manhattan estaba localizada en la Calle 19 (ahora cerrada).
Esta estación de PATH tiene dos plataformas laterales, pero los pasajeros deben de bajar al primer nivel, y caminar sobre un pasaje subterráneo, y luego subir por unas escaleras, que llevan al entrepiso del Metro de Nueva York.
La estación está conectada con los trenes de los servicios del Metro de Nueva York; F y V de la línea de la Sexta Avenida en la estación de la Calle 23.

## Atracciones cercanas

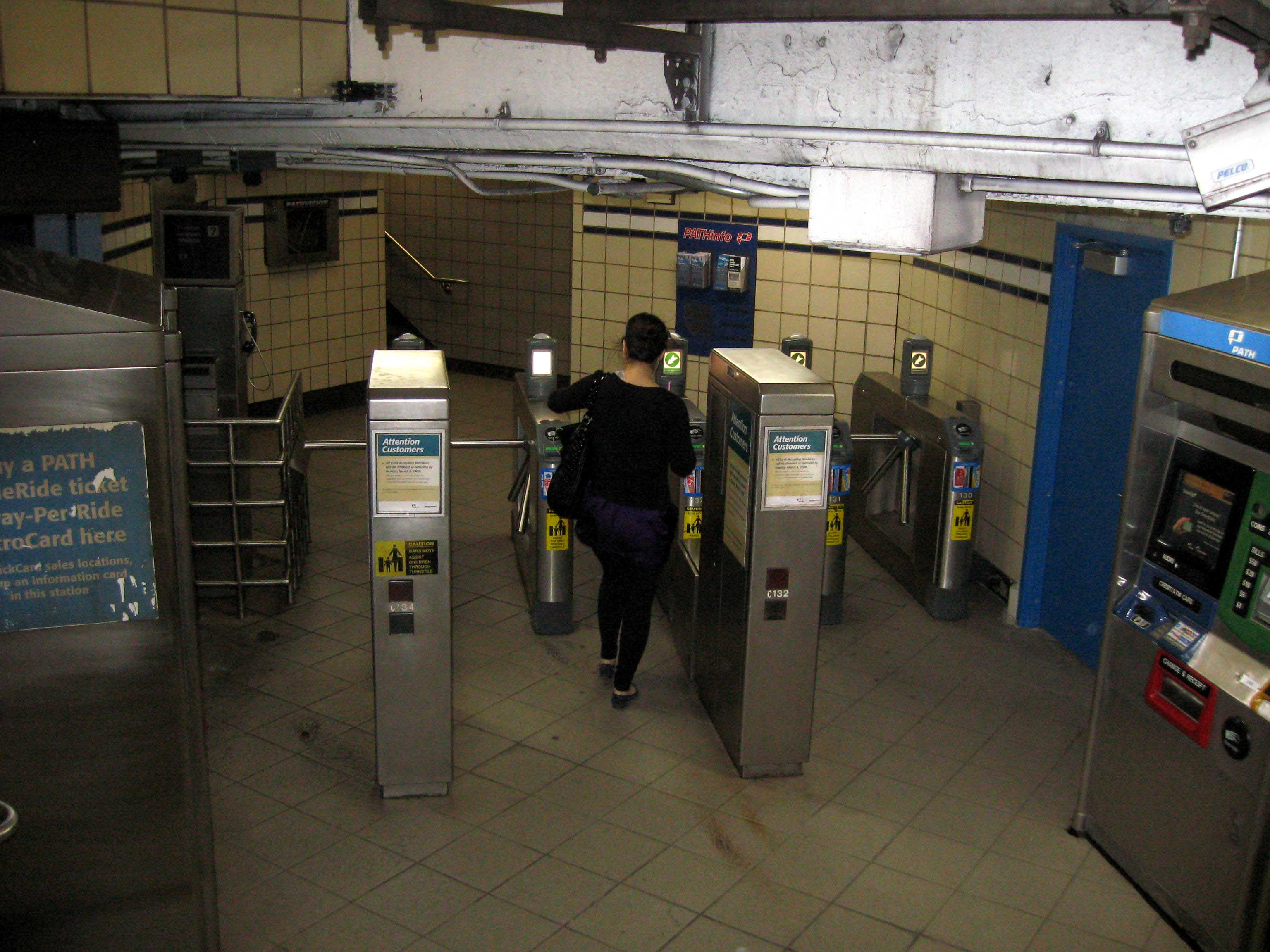
Turnstyles.

- Flatiron Building
- Madison Square Park
- Edificio New York Life Insurance